# Vilhelm Puck (1882-1954)
 Der er flere personer med dette navn, se Vilhelm Puck.
Carl Vilhelm Puck (27. juni 1882 i Horsens – 18. december 1954 i Aarhus) var en dansk arkitekt, beslægtet med Aarhus-arkitekten af samme navn.

## Værker
- Hedemannsgade 20, Aarhus (1913)
- Karreen Gerlachsgade/Trepkasgade/Max Müllers Gade/Læssøesgade, Frederiksbjerg, Aarhus (1917-19)
- Direktør Fritz Georg Clausens villa i Risskov, nu Risskov Kirke (1922, ombygget til kirke 1934-35 ved Aksel Skov)
- Storkarreen Teglgaarden for Arbejdernes Andels Boligforening (1921-1927, sammen med Thorkel Møller)[1]